# キラン・グルン
キラン・グルン（ネパール語: किरण गुरुङ, 英語: Kiran Gurung）は、ネパールの政治家。統一共産党中央委員。2008年8月31日、プラチャンダ内閣の森林大臣に就任。
2008年4月10日の制憲議会選挙でタナフ郡第3選挙区で当選している。